# Cornelius-Vereinigung
Die Cornelius-Vereinigung (CoV) – Christen in der Bundeswehr e.V. ist ein überkonfessioneller Zusammenschluss innerhalb der Bundeswehr, dessen Ursprünge jedoch schon im ausgehenden 19. Jahrhundert liegen. Die Vorläuferorganisationen der CoV wandten sich an christliche Offiziere. Seit 1978 steht der Verein, der zu den sogenannten Berufsmissionen gehört und dessen Sitz sich in Bad Godesberg befindet, Soldaten aller Dienstgrade und deren Angehörigen offen.

## Name
Die Vereinigung leitet ihren Namen von der biblischen Gestalt des „Centurio Cornelius“ ab. Von ihm ist im 10. Kapitel der Apostelgeschichte des Lukas die Rede. Die CoV ist nicht zu verwechseln mit einer der Cornelius-Bruderschaften.

## Geschichte
Die Wurzeln des Vereins liegen in einem Kreis christlicher Offiziere um den preußischen General Georg von Viebahn (1840–1915). Er gründete am 4. März 1898 die Berufs- bzw. Standesmission Verband gläubiger Offiziere. Diese Gemeinschaft existierte bis Ende der 1930er Jahre und traf sich regelmäßig zu Freizeiten. Mit ihr kam um 1930 der spätere Generalmajor Hans Graf von Kanitz (1893–1968) in Kontakt.
Von Kanitz sammelte ab 1935 weitere christliche Offiziere der Wehrmacht um sich und gründete 1939 den Sternbriefkreis. 1944 wurde diese Gruppe von den Nationalsozialisten verboten, doch bereits 1945 nahm sie unter der Bezeichnung Kornelius-Bruderschaft die Arbeit wieder auf. Mit Gründung der Bundeswehr 1957 wurde die Vereinigung mit der ursprünglichen Zielsetzung als Christliche-Offiziervereinigung (Kornelius-Bruderschaft) weitergeführt. Die Mitgliedschaft war also weiterhin auf Offiziere beschränkt. Dabei verstand sich die COV-KB als Partner der evangelischen Militärseelsorge.
1978 erfolgte die Öffnung des Kreises für Christen aller Dienstgrade der Bundeswehr und die erneute Namensänderung in Cornelius-Vereinigung (CoV) – Christen in der Bundeswehr e.V. Die Vereinigung ist heute eine Gemeinschaft christlicher deutscher Soldaten aller Dienstgrade und derer Familien sowie ehemaliger Soldaten. Sie ist das einzige verbliebene Mitglied der ehemaligen Arbeitsgemeinschaft Soldatenseelsorge.

## Arbeitsschwerpunkte
Die heutige CoV versteht sich Laienorganisation engagierter Christen und arbeitet nach wie vor mit der evangelischen Militärseelsorge zusammen. In diesem Zusammenhang werden unter anderem Rüstzeiten angeboten. Sie dienen dem Gespräch über Glaubensfragen und stehen auch Nichtmitgliedern offen. Für die Teilnahme an Veranstaltungen dieser Art werden Bundeswehrsoldaten auf Antrag  in der Regel freigestellt.

## Statuten und Struktur
Voraussetzung für die Mitgliedschaft in der „CoV“ ist unter anderem die Anerkennung christlicher Grundwerte sowie die Bereitschaft, das Vereinsleben aktiv mitzugestalten.
Die Hauptversammlung ist das höchste Organ des Vereins. Hier werden die Ziele und Aufgaben der Cornelius-Vereinigung beschlossen. Ein Beirat berät den Vorstand in allen wichtigen Fragen. Er besteht aus sechs Mitgliedern und wird zu je einem Drittel für drei Jahre gewählt. Darüber hinaus gibt es einen erweiterten Vorstand, der aus den Mitgliedern des Vorstands und des Beirates zusammensetzt.
Vorsitzender der CoV ist zurzeit Oberst i. G. Sascha Zierold.